# 西区 (大田广域市)
西區（：／ Seo gu */?）是大韓民國大田廣域市的一個區，位於大田市西南部、柳川以西。南界忠清南道。面積95.2平方公里，2009年人口502,949人。下分23洞。韩国国防部下属的兵务厅位于该地。
1989年設區。

## 姐妹城市
- 大韓民國江原道江陵市、慶尚南道咸陽郡
- 中华人民共和国浙江省溫嶺市